# Valeria Porokhova
Valeria Porokhova (Oukhta, 14 mai 1940 - Moscou, 2 septembre 2019) est une traductrice et interprète russe. Elle est spécialisée dans les traductions depuis l'anglais. Elle a également traduit le Coran en Russe.  